# Stone Cold Classics
Stone Cold Classics is een compilatiealbum van de Britse rockband Queen, uitgegeven in samenwerking met een aflevering van American Idol, waarin de deelnemers nummers van Queen moesten zingen.

## Tracklist
| Track | Titel                           | Schrijver                                          | Afkomstig van                            |
| ----- | ------------------------------- | -------------------------------------------------- | ---------------------------------------- |
| 1     | Stone Cold Crazy                | Freddie Mercury/Brian May/Roger Taylor/John Deacon | Sheer Heart Attack                       |
| 2     | Tie Your Mother Down            | May                                                | A Day at the Races                       |
| 3     | Fat Bottomed Girls              | May                                                | Jazz                                     |
| 4     | Another One Bites the Dust      | Deacon                                             | The Game                                 |
| 5     | Crazy Little Thing Called Love  | Mercury                                            | The Game                                 |
| 6     | We Will Rock You                | May                                                | News of the World                        |
| 7     | We Are the Champions            | Mercury                                            | News of the World                        |
| 8     | Radio Ga Ga                     | Taylor                                             | The Works                                |
| 9     | Bohemian Rhapsody               | Mercury                                            | A Night at the Opera                     |
| 10    | The Show Must Go On             | Queen                                              | Innuendo                                 |
| 11    | These Are the Days of Our Lives | Queen                                              | Innuendo                                 |
| 12    | I Want It All                   | Queen                                              | The Miracle                              |
| 13    | All Right Now                   | Andy Fraser/Paul Rodgers                           | Return of the Champions                  |
| 14    | Feel Like Makin' Love           | Rodgers/Mick Ralphs                                | Live gezongen door Queen en Paul Rodgers |